# Margoyoso (Kalinyamatan)
Margoyoso is een bestuurslaag in het regentschap Jepara van de provincie Midden-Java, Indonesië. Margoyoso telt 7051 inwoners (volkstelling 2010).